# 戴克山
67°35′S 49°25′E / 67.583°S 49.417°E
戴克山是南極洲的山峰，屬於拉加特山脈的一部分，處於漢布勒山以北6公里，海拔高度1,100米，該山峰根據澳大利亞探險隊的空中照片被繪入地圖，以澳大利亞的空軍中尉命名。